# شمامة (موريتانيا)
شمامة اسم للمنطقة الواقعة على طول الضفة الشمالية لنهر السنغال ، في جمهورية موريتانيا الإسلامية. منطقة خصبة من الأرض تمتد من ستة عشر إلى اثنين وثلاثين كيلومترًا شمال النهر وتحتوي على تربة غرينية. هي المقاطعة الزراعية الوحيدة في البلاد.
تتميز منطقة شمامة بموسم ممطر يمتد من مايو إلى سبتمبر. يتراوح متوسط هطول الأمطار السنوي في المنطقة من 300 إلى 600 مم (12 إلى 24 بوصة) في السنة.
السكان في هذه المنطقة هم غالبا مزيج متقلبًا بين العرق الموريتاني القادمون من عقر موريتانيا ومن الأفارقة السود القادمة من الأمم الواقعة في الجنوب. تعد مدن روصو وكيهيدي من بين أكبر مراكز التواجد البشري في المنقطة.
خلال الحقبة الاستعمارية ، كانت هناك غارات دورية من موريتانيا على مدن المنطقة, و في عام 1825 ، سعى أمير الترارزة ، محمد الحبيب ، إلى تأكيد سيادته على مملكة أوالو التي تقع تحت الحماية الفرنسية جنوب نهر السنغال, فتزوج من وريثة الملك. أدى هذا الزواج ، الذي اعتبرته السلطات الفرنسية على أنه تهديد معاد ، إلى جانب بيع الأمير الصمغ العربي للبريطانيين ، إلى رد فعل فرنسي شديد. إستدعى الفرنسيون أنه من أجل ضمان استمرار تجارة الصمغ العربي ، يتعين عليهم احتلال الضفة الشمالية لنهر السنغال بالقوة العسكرية. أصبحت المنطقة مركزًا للصراع العرقي مرة أخرى خلال أواخر الثمانينيات في ما يعرف بالحرب الموريتانية السنغالية الحدودية ، مع نزوح كبير للسكان السود إلى السنغال في عام 1989.
إستصلحت الحكومة الموريتانية ما يقدر مساحته بستة و أربعين ألف هكتار من الأراضي الزراعية. رغم هذه المساحة الضخمة لا تزال هناك تسعين بالمئة من الأراضي لم تستصلح. أغلب الزراعة في شمامة هي زراعة خضروات و أرز. و كذلك تمل رافدا رعويا للحيوانات كالأبقار و الغنم و الخرفان و الثيران ما جعلها وجهة لشركات الألبان في موريتانيا.
في السنوات الاخيرة مع زيادة التوجه لتطوير قطاع السياحة في موريتانيا أصبحت شمامة تستقبل السياح في فصل الخريف. في وقت إزدهار الزراعة. تعاني شمامة من الفيضانات في وقت الأمطار. إدعى مزارعون أرز في شمامة أن الأمطار تسببت لهم بخسارة تعد بمقدار 40 بالمئة من جميع محاصيل الأرز الموريتاني.